# Tanah Lot

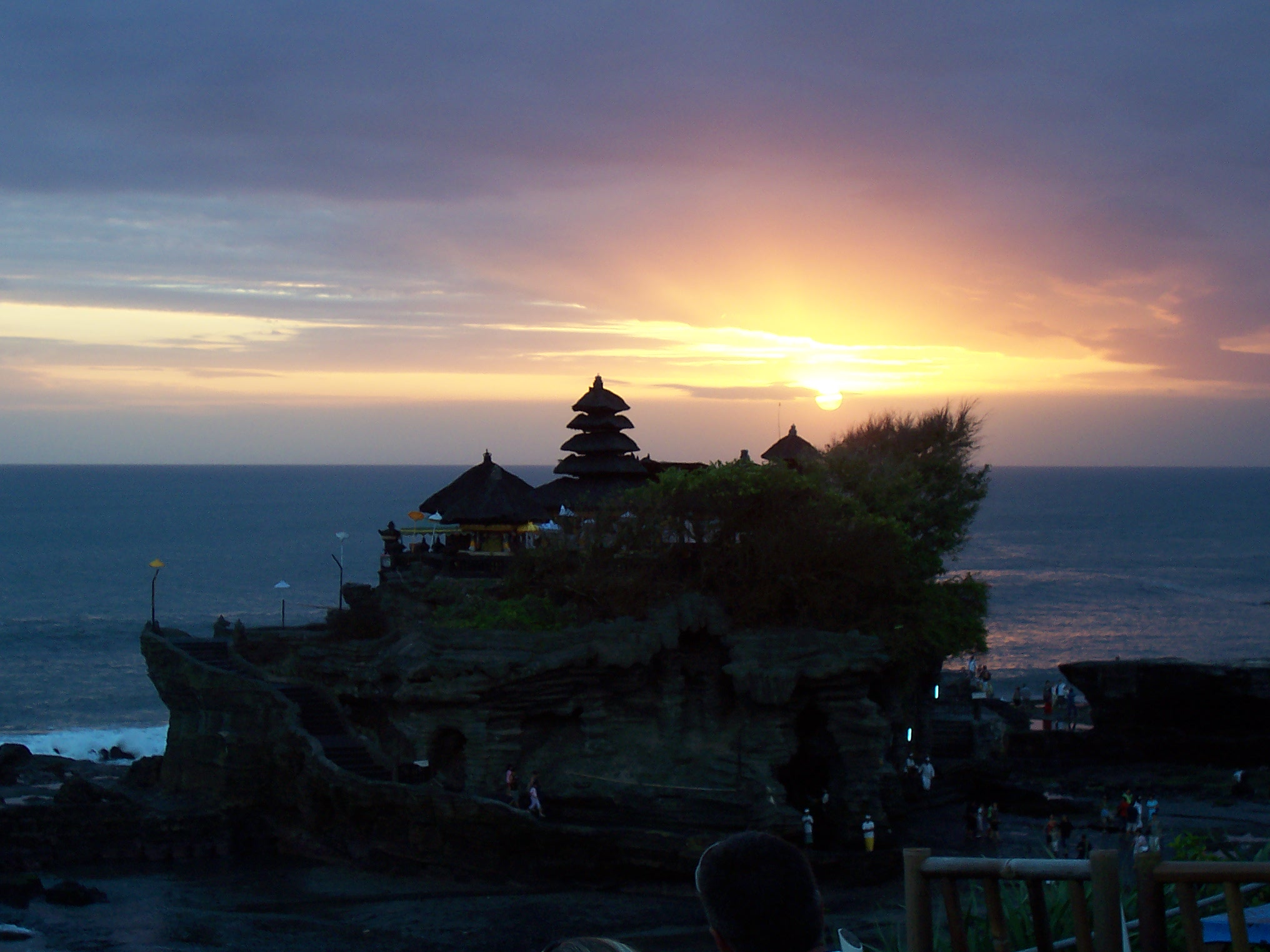
Coucher de soleil sur le Tanah Lot

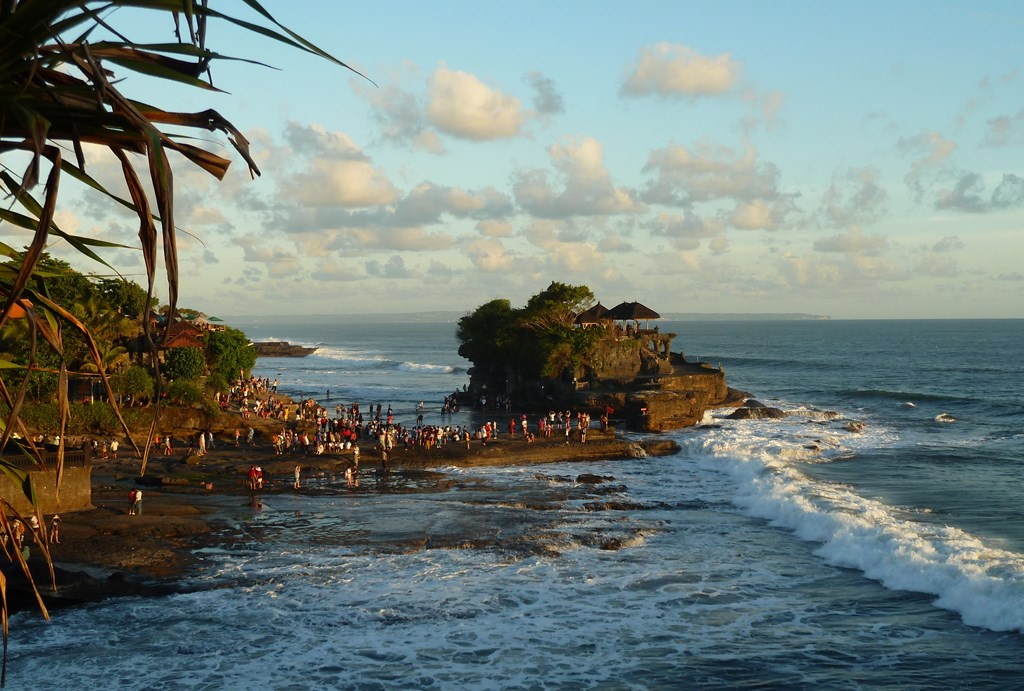
Le Tanah Lot le soir

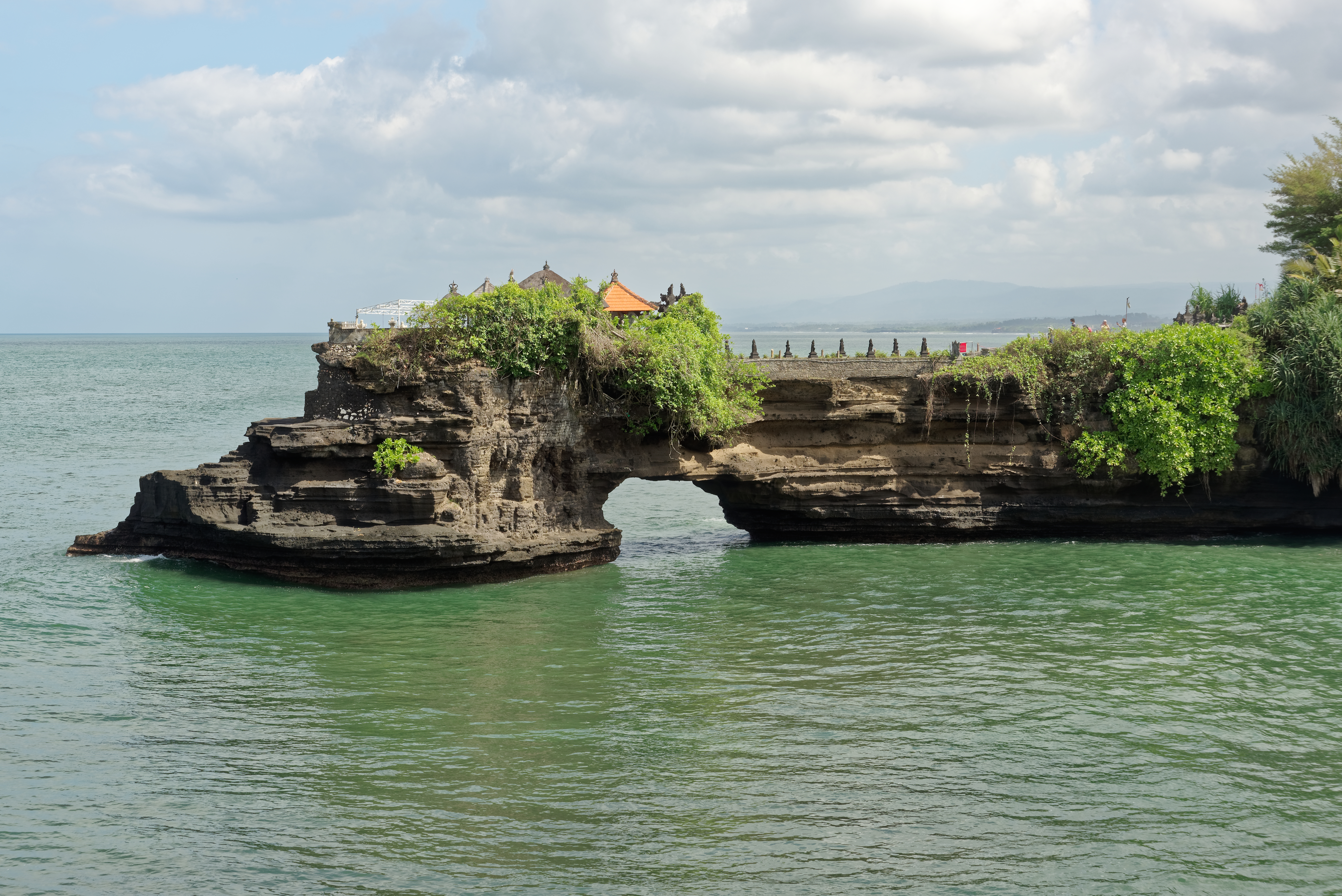
Le Pura Batu Balong, autre temple situé à proximité

Le Tanah Lot (balinais : ᬢᬦᬄᬮᭀᬢ᭄ ) est un îlot d’Indonésie situé près de l’île de Bali et sur lequel est construit un temple hindouiste : le Pura Tanah Lot (littéralement "Le temple du Tanah Lot"). C’est un lieu de pèlerinage et un endroit prisé des touristes et des photographes.

## Histoire
Tanah Lot signifie "Pays de la mer" en balinais.  Situé dans le Kabupaten de Tabanan à environ 20 km de Denpasar, Il se dresse sur un îlot battu par les vagues de l’océan.
Le Tanah Lot serait l’œuvre de Nirartha, un prêtre du XVe siècle. La légende raconte qu'au cours d’un voyage il aurait découvert ce magnifique îlot rocheux et s’y serait installé. Des pêcheurs le voyant lui auraient apporté des présents. Après y avoir passé la nuit, Nirartha aurai jugé cet endroit propice à l’adoration du dieu de la mer et aurait alors demandé aux pêcheurs d’y construire un sanctuaire.
Le temple de Tanah Lot ainsi construit devint une référence dans la  mythologie balinaise. C’est un des sept temples de la mer de Bali. Ces sept temples sont construits le long de la côte de telle sorte qu’on puisse toujours apercevoir le prochain depuis le précédent. Ils sont tous de style hindouiste.
Au pied de l’îlot rocheux des serpents marins sont censés préserver le temple des mauvais esprits et des envahisseurs. Selon la légende, un serpent géant créé avec de l’écharpe de Nirartha protègerait le temple.

## Restauration
En 1980, La paroi rocheuse autour du temple commençait à s'effriter et les abords devenaient dangereux . Le gouvernement japonais avança la somme de 130 millions de dollars  pour restaurer le temple ainsi que d'autres lieux importants autour de Bali. Aujourd’hui, plus d'un tiers de l’îlot n’est en fait qu’un rocher artificiel habilement maquillé.

## Tourisme
L’entrée sur le site est payante et les abords du temple ont été transformés en zone commerciale. L’arrivée au temple se fait par un parcours à travers une longue suite d’échoppes proposant un large choix de produits touristiques.  Le long des falaises on a également construit de nombreux restaurants.

## Sources
- (en) Cet article est partiellement ou en totalité issu de l’article de Wikipédia en anglais intitulé « Tanah Lot » (voir la liste des auteurs).